# Uczelnie na Słowacji
Słowackie uczelnie, stan z 1 września 2004, na podstawie załącznika do Ustawy o szkołach wyższych.

## Uczelnie publiczne i państwowe
Większość wymienionych poniżej uczelni jest publiczna. Uczelnie państwowe zostały wyszczególnione poprzez dodanie adnotacji.

### Uniwersytety
- Uniwersytet Komeńskiego w Bratysławie
- Uniwersytet Pavla Jozefa Šafárika w Koszycach
- Uniwersytet Preszowski
- Uniwersytet Świętych Cyryla i Metodego w Trnawie
- Uniwersytet Medycyny Weterynaryjnej w Koszycach
- Uniwersytet Konstantyna Filozofa w Nitrze
- Uniwersytet Mateja Bela w Bańskiej Bystrzycy
- Uniwersytet Trnawski
- Uniwersytet Trenczyński Alexandra Dubčeka
- Uniwersytet Katolicki w Rużomberku
- Uniwersytet Jánosa Selyego w Komárnie
- Słowacki Uniwersytet Medyczny w Bratysławie (państwowa)

### Uczelnie ekonomiczne
- Uniwersytet Ekonomiczny w Bratysławie

### Uczelnie techniczne
- Słowacki Uniwersytet Techniczny w Bratysławie
- Uniwersytet Techniczny w Koszycach
- Uniwersytet Żyliński
- Słowacki Uniwersytet Rolniczy w Nitrze
- Uniwersytet Techniczny w Zwoleniu

### Uczelnie artystyczne
- Wyższa Szkoła Sztuk Scenicznych w Bratysławie
- Wyższa Szkoła Sztuk Pięknych w Bratysławie
- Akademia Sztuk w Bańskiej Bystrzycy

### Uczelnie wojskowe i policyjne
- Akademia Sił Zbrojnych Generała Milana Rastislava Štefánika w Liptowskim Mikułaszu (państwowa)
- Akademia Korpusu Policyjnego w Bratysławie (państwowa)

## Uczelnie prywatne
- Paneurópska vysoká škola(inne języki)
- Vysoká škola ekonómie a manažmentu verejnej správy v Bratislave(inne języki)
- Vysoká škola zdravotníctva a sociálnej práce sv. Alžbety v Bratislave(inne języki)
- Bratislavská medzinárodná škola liberálnych štúdií(inne języki)
- Dubnický technologický inštitút v Dubnici nad Váhom
- Vysoká škola bezpečnostného manažérstva v Košiciach(inne języki)
- Vysoká škola medzinárodného podnikania ISM Slovakia v Prešove(inne języki)
- Stredoeurópska vysoká škola v Skalici(inne języki)
- Vysoká škola v Sládkovičove
- Vysoká škola manažmentu v Trenčíne(inne języki)
- Hudobná a umelecká akadémia Jána Albrechta v Banská Štiavnica
- Vysoká škola Goethe Uni Bratislava(inne języki)

## Uczelnie za granicą Słowacji
- Vysoká škola mezinárodních a veřejných vztahů Praha
- Bankovní institut vysoká škola
- Vysoká škola hotelová v Praze 8(inne języki)
- Uniwersytet Palackiego